# 34044 Obafial
34044 Obafial è un asteroide della fascia principale. Scoperto nel 2000, presenta un'orbita caratterizzata da un semiasse maggiore pari a 2,2775131 au e da un'eccentricità di 0,0656643, inclinata di 5,13465° rispetto all'eclittica.